# Earth (Jefferson Starship)
Earth è un album in studio del gruppo rock statunitense Jefferson Starship, pubblicato nel 1978.

## Tracce
Side A
1. Love Too Good – 6:03 (testo: Gabriel Robles – musica: Craig Chaquico)
2. Count on Me – 3:14 (testo: Jesse Barish – musica: Barish)
3. Take Your Time – 4:08 (testo: Grace Slick – musica: Pete Sears)
4. Crazy Feelin' – 3:38 (testo: Barish – musica: Barish)
5. Skateboard – 3:18 (testo: Slick, Chaquico – musica: Chaquico)

Side B
1. Fire – 4:44 (testo: Marty Balin, Trish Robbins – musica: David Freiberg, Sears)
2. Show Yourself – 4:36 (testo: Slick – musica: Slick)
3. Runaway – 5:18 (testo: N. Q. Dewey – musica: Dewey)
4. All Nite Long – 6:28 (testo: Paul Kantner, Balin, Barish, Slick – musica: Kantner, John Barbata, Sears, Chaquico, Freiberg)

## Formazione
- Grace Slick – voce, piano
- Paul Kantner – chitarra, cori
- Marty Balin – voce
- Craig Chaquico – chitarra, cori
- David Freiberg – voce, basso, organo
- Pete Sears – basso, piano, organo, sintetizzatore, clavinet, celesta
- John Barbata – batteria, percussioni, cori